# 水之年代
《水之年代》（英語：The Chronology of Water）是2025年上映的传记爱情劇情片，由美国、英国、法国、拉脱维亚四国合拍，为美国演员克莉絲汀·史都華的导演处女作，由她和安迪·明戈联合编剧，演员阵容包括伊莫珍·波茨、索拉·伯奇、厄尔·凯夫、金·戈登、吉姆·貝魯什。电影改编自美国作家莉迪娅·尤克纳维奇撰写的同名回忆录。
电影入选第78屆坎城影展“一種注目”单元，2025年5月16日全球首映。

## 故事大纲
年轻女子透過文字及游泳运动员身份成功救赎，找寻到自己的声音，最终成为一名成功的教师、母亲和一位独特的现代作家。

## 演员
- 伊莫珍·波茨 饰 莉迪娅·尤克纳维奇（英语：Lidia Yuknavitch）[1]
- 索拉·伯奇
- 厄尔·凯夫（英语：Earl Cave）
- 迈克尔·埃普（Michael Epp）
- 苏珊娜·弗拉德（Susannah Flood）
- 金·戈登
- 吉姆·貝魯什
- 朱莉安·雷斯托尔（Julienne Restall）
- 湯姆·史特里吉

## 制片
2022年11月，消息指克莉絲汀·史都華将创作自己的导演处女作，改编自莉迪娅·尤克纳维奇的回忆录《水之年代》，由克莉丝汀和安迪·明戈共同编剧，伊莫珍·波茨主演。斯科特·弗里制片公司负责融资，雷利·史考特、迈克尔·普鲁斯和明戈担任制片，斯科特·阿哈罗尼、锡南·埃克萨奇巴西（Sinan Eczacibasi）、梅廷·阿里汗·亚尔琴达（Metin Alihan Yalcindag）担任执行制片人。2024年9月，消息指索拉·伯奇、厄尔·凯夫、迈克尔·埃普、苏珊娜·弗拉德、金·戈登、吉姆·貝魯什、朱莉安·雷斯托尔、湯姆·史特里吉加盟剧组。
主体拍摄于2024年6月至7月在拉脫維亞和马耳他展开，耗时六个星期。

## 发行
影片入选第78屆坎城影展“一種注目”单元，2025年5月16日全球首映。